# Barra de São Miguel (Paraíba)
Barra de São Miguel è un comune del Brasile nello Stato del Paraíba, parte della mesoregione di Borborema e della microregione del Cariri Oriental.